# Maximilian von Hübel
Hans Gustav Maximilian Hübel, ab 1907 von Hübel (* 27. September 1860 in Zwickau; † 28. August 1930 in Wiesbaden), war ein deutscher Verwaltungsjurist und sächsischer Staatsbeamter, der vor allem als Amtshauptmann der Amtshauptmannschaft Dresden-Neustadt und Ministerialdirektor Bedeutung erlangte.

## Leben und Wirken
Er war der Sohn des Kreishauptmanns Gustav Friedrich Hübel. Nach dem Schulabschluss in Zwickau studierte er Rechtswissenschaft an der Universität Leipzig und promovierte zum Dr. jur. Danach trat er eine Verwaltungslaufbahn an und in der Amtshauptmannschaft Annaberg als Bezirksassessor in den sächsischen Staatsdienst ein. Von 1909 bis 1918 war der 1907 in den Adelsstand erhobene Hübel Amtshauptmann in der Amtshauptmannschaft Dresden-Neustadt. 1918 wurde er zum Geheimen Rat und Ministerialdirektor ernannt und arbeitete fortan im sächsischen Ministerium des Innern und im Wirtschaftsministerium, dessen kommissarische Leitung er 1923 während der Reichsexekution gegen Sachsen kurzzeitig übernahm. Er starb auf einer Reise in Wiesbaden 1930.